# 1934 у кіно

## Події
- Організована Алма-Атинська студія кінохроніки

## Фільми

### Світове кіно
- Аталанта /  Франція
- Це сталося якось вночі /  США

### Радянське кіно
- Чапаєв
- Веселі хлоп'ята

## Персоналії

### Народилися
- 1 січня — Найдук Йосип Михайлович, український актор, композитор (пом. 2015).
- 6 січня — Іванова Ніна Георгіївна, радянська російська акторка та сценаристка.
- 16 січня — Лановий Василь Семенович, радянський і російський актор театру та кіно.
- 27 січня — Ільїнський Микола Серафимович, радянський і український кінорежисер та сценарист.
- 6 лютого — Ейбоженко Олексій Сергійович, радянський актор театру та кіно.
- 10 лютого — Леонхард Мерзін, естонський радянський актор театру і кіно, театральний режи
- 13 лютого — Джордж Сігал, американський актор.
- 6 березня — Бєлохвостик Валентин Сергійович, радянський білоруський актор.
- 26 березня — Алан Аркін, американський актор, режисер, музикант та співак.
- 6 квітня — Смирнов-Голованов Віктор Вікторович, радянський, російський і український артист балету, балетмейстер, театральний та кінорежисер.
- 24 квітня — Ширлі Маклейн, американська акторка і письменниця.
- 29 квітня — Такарада Акіра, японський актор.
- 4 травня — Самойлова Тетяна Євгенівна, російська радянська акторка.
- 9 травня — Волонтир Міхай Єрмолайович, радянський і молдовський актор театру і кіно.
- 10 травня — Бакштаєв Леонід Георгійович, білоруський та український актор театру і кіно, театральний педагог.
- 13 травня — Салтиков Олексій Олександрович, радянський російський кінорежисер, сценарист (пом. 1993).
- 15 травня — Владімір Брабєц, чеський актор театру та кіно (пом. 2017).
- 21 травня — Панфілов Гліб Анатолійович, радянський і російський кінорежисер і сценарист.
- 27 травня — Шалевич В'ячеслав Анатолійович, російський актор.
- 1 червня — Пет Бун, американський співак та актор.
- 20 червня — Візбор Юрій Йосипович, радянський кіноактор, журналіст, письменник, сценарист, поет, бард
- 22 червня — Загребельний Павло Іванович, український актор театру і кіно, режисер.
- 30 червня — Ульянова Інна Іванівна, радянська і російська акторка.
- 1 липня:
  - Грабовський Ігор Авксентійович, український режисер-документаліст.
  - Сідні Поллак, американський кінорежисер, продюсер і актор.
- 5 липня — Самохіна Галина Михайлівна, радянська акторка театру і кіно.
- 19 липня — Ширвіндт Олександр Анатолійович, російський, радянський актор.
- 22 липня — Луїза Флетчер, американська акторка.
- 23 липня — Аранович Семен Давидович, радянський і російський кінорежисер і сценарист документального та художнього кіно.
- 24 липня — Гарбук Геннадій Михайлович, радянський та білоруський актор театру та кіно.
- 25 липня — Клод Зіді, французький кінорежисер.
- 20 серпня — Кондратьєв Віталь Христофорович, радянський, український кінооператор.
- 25 серпня — Емма Олена Григорівна, радянська і українська художниця по костюмах та по гриму.
- 30 серпня — Солоніцин Анатолій Олексійович, радянський актор (пом. 1982).
- 1 вересня — Пазенко Анатолій Федорович, український актор.
- 2 вересня — Цоглин Юлія Георгіївна, радянська російська кіноакторка (пом. 2010).
- 6 вересня — Бєлохвостик Валентин Сергійович, радянський білоруський актор.
- 26 вересня:
  - Костроменко Вадим Васильович, радянський і український кінооператор, кінорежисер.
  - Басілашвілі Олег Валеріанович, радянський і російський актор театру та кіно
- 28 вересня — Бріжіт Бардо, французька кіноакторка.
- 2 жовтня — Орленко Павло Дем'янович, радянський і український художник по гриму.
- 3 жовтня — Волков Микола Миколайович, радянський, російський актор театру і кіно.
- 6 жовтня — Бредун Едуард Олександрович, радянський кіноактор.
- 8 жовтня — Шупик Олена Борисівна, українська кінознавиця.
- 13 жовтня — Крамаров Савелій Вікторович, радянський, російський та американський актор театру і кіно.
- 14 жовтня — Козаков Михайло Михайлович, радянський та ізраїльський актор, режисер, сценарист.
- 18 жовтня — Кир Буличов, радянський і російський письменник-фантаст, історик, перекладач, сходознавець, журналіст, кіносценарист (пом. 2003).
- 22 жовтня — Юнгвальд-Хількевич Георгій Емілійович, український і російський радянський кінорежисер, сценарист, художник.
- 3 листопада — Бєляков Ігор Миколайович, радянський, український кінооператор.
- 5 листопада — Муратова Кіра Георгіївна, українська кінорежисерка.
- 7 листопада — Воронін В'ячеслав Анатолійович, радянський та український актор.
- 23 листопада — Іллєнко Емілія Іоанівна, радянська, українська кінорежисерка.
- 24 листопада — Сергачов Віктор Миколайович, російський актор.
- 28 листопада:
  - Макаров Валентин Григорович, радянський та український актор театру, кіно і телебачення.
  - Смирнова Дая Євгенівна, радянська і російська акторка кіно, журналістка, кінознавиця.
- 30 листопада — Невинний В'ячеслав Михайлович, російський актор.
- 3 грудня — Дорошина Ніна Михайлівна, радянська і російська акторка театру і кіно.
- 8 грудня — Фрейндліх Аліса Брунівна, радянська і російська акторка театру і кіно.
- 23 грудня — Фатєєва Наталя Миколаївна, радянська, російська акторка театру і кіно.
- 27 грудня — Сліченко Микола Олексійович, російський радянський актор театру і кіно, театральний режисер, співак, педагог.

### Померли
- 21 березня — Ліліан Тешман, американська акторка.
- 28 травня — Юджині Бессерер, американська акторка.
- 28 липня — Марі Дресслер, канадо-американська акторка театру і кіно.
- 5 жовтня — Жан Віґо, французький кінорежисер.